# Oonopoides kaplanae
Espèce
Oonopoides kaplanae est une espèce d'araignées aranéomorphes de la famille des Oonopidae.

## Distribution
Cette espèce est endémique du Yucatán au Mexique,. Elle se rencontre à Chichén Itzá.

## Description
Le mâle holotype mesure 1,58 mm et la femelle paratype 1,92 mm.

## Étymologie
Cette espèce est nommée en l'honneur d'Helene Kaplan.

## Publication originale
- Platnick & Berniker, 2013 : The goblin spider genus Oonopoides in North and Central America (Araneae, Oonopidae). American Museum Novitates, no 3788, p. 1-38 (texte intégral).